# Politische Organe der Autonomen Gemeinschaften Spaniens

Regierungen der Autonomen Gemeinschaften (Stand: 16. August 2023)

Nach Art. 152 der spanischen Verfassung müssen die Autonomen Gemeinschaften über folgende politischen Organe verfügen: eine gesetzgebende Versammlung, eine Regierung und einen Präsidenten, der dieser vorsteht. Die Einzelheiten sind in den jeweiligen Autonomiestatuten geregelt. Die aktuelle Zusammensetzung dieser Organe wird im Folgenden wiedergegeben.
Gesamtspanische Parteien sind der sozialdemokratische PSOE, der konservative PP, Podemos und Ciudadanos (C’s) und die linkssozialistische IU. Die Regionalparteien werden in den jeweiligen Abschnitten kurz erläutert.

## Andalusien
| Junta de Andalucía                                      |         |         |         |               |                    |  |
| Parlamento de Andalucía (Wahl vom 19. Juni 2022)        |         |         |         |               |                    |  |
| Partei                                                  | PP      | PSOE-A  | VOX     | Por Andalucía | Adelante Andalucía |  |
| Stimmen                                                 | 43,11 % | 24,10 % | 12,84 % | 7,70 %        | 4,58 %             |  |
| Sitze                                                   | 58      | 30      | 14      | 5             | 2                  |  |
| Consejo de Gobierno: PP                                 |         |         |         |               |                    |  |
| Presidenta de la Junta: Juan Manual Moreno Bonilla (PP) |         |         |         |               |                    |  |

Die Partido Socialista Obrero Español de Andalucía (PSOE-A) ist die andalusische Gliederung der PSOE.
Por Andalucía: Gemeinschaftskandidatur von IU, Más País, der grünen Partei Verdes Equo und Iniciativa del Pueblo Andaluz.
Adelante Andalucia: Gemeinschaftskandidatur von Adelante Andalucía (Abspaltung von Podemos) und den linken Kleinparteien Anticapitalistas Andalucía, Primavera Andaluza und Partido de la Izquierda Andalucista.

## Aragonien
| Cortes de Aragón (Wahl vom 28. Mai 2023)               |         |         |         |        |        |             |        |        |  |
| Partei                                                 | PP      | PSOE    | VOX     | CHA    | Existe | Podemos- AV | IU     | PAR    |  |
| Stimmen                                                | 35,51 % | 29,55 % | 11,25 % | 5,10 % | 4,96 % | 4,02 %      | 3,13 % | 2,09 % |  |
| Sitze                                                  | 28      | 23      | 7       | 3      | 3      | 1           | 1      | 1      |  |
| Gobierno de Aragón: Koalition PP/VOX                   |         |         |         |        |        |             |        |        |  |
| Presidenta de Aragón: Jorge Antonio Azcón Navarro (PP) |         |         |         |        |        |             |        |        |  |

Existe: Gemeinschaftskandidatur von Teruel Existe, Aragón Existe und España Vaciada.
Podemos-AV: Gemeinschaftskandidatur der Linkspartei Podemos und der grünen Partei Alianza Verde.

## Asturien
| Junta General del Principado de Asturias (Wahl vom 28. Mai 2023)      |         |         |         |              |         |        |  |
| Partei                                                                | PSOE    | PP      | VOX     | IU- Más País | Podemos | FAC    |  |
| Stimmen                                                               | 36,49 % | 31,61 % | 10,10 % | 7,59 %       | 3,92 %  | 3,65 % |  |
| Sitze                                                                 | 19      | 17      | 4       | 3            | 1       | 1      |  |
| Consejo de Gobierno: Koalition PSOE/IU (Minderheitsregierung)         |         |         |         |              |         |        |  |
| Presidente del Principado de Asturias: Adrián Barbón Rodríguez (PSOE) |         |         |         |              |         |        |  |

Adrián Barbón wurde am 19. Juli 2023 mit den Stimmen von PSOE, IU-Más País und Podemos zum Ministerpräsidenten gewählt. 

## Balearische Inseln
| Parlamento de las Illes Balears/Parlament de les Illes Balears (Wahl vom 28. Mai 2023)                  |         |         |         |        |             |                |
| Kandidatur                                                                                              | PP      | PSOE    | VOX     | Més    | IU- Podemos | Sitzverteilung |
| Stimmen                                                                                                 | 36,17 % | 26,90 % | 13,90 % | 9,79 % | 4,43 %      | Sitzverteilung |
| Sitze                                                                                                   | 26      | 18      | 8       | 6      | 1           | Sitzverteilung |
| Gobierno de las Illes Balears/Govern de les Illes Balears: PP (Minderheitsregierung)                    |         |         |         |        |             |                |
| Presidente de las Illes Balears/President de les Illes Balears: Margarita ("Marga") Prohens i Rigo (PP) |         |         |         |        |             |                |

Més: linke Regionalparteien in den Wahlkreisen Mallorca und Menorca.
Marga Prohens (PP) wurde am 6. Juli 2023 mit 26 Stimmen (PP) bei acht Enthaltungen (VOX) und 25 Gegenstimmen zur Ministerpräsidentin gewählt.

## Baskenland
| Parlamento Vasco/Eusko Legebiltzarra (Wahl vom 12. Juli 2020)                 |         |          |         |                       |        |        |  |
| Partei                                                                        | EAJ-PNV | EH BILDU | PSE-EE  | Elkarrekin Podemos-IU | PP+Cs  | VOX    |  |
| Stimmen                                                                       | 39,07 % | 27,86 %  | 13,65 % | 8,05 %                | 6,77 % | 1,96 % |  |
| Sitze                                                                         | 31      | 21       | 10      | 6                     | 6      | 1      |  |
| Gobierno Vasco/Eusko Jaurlaritza: Koalition PNV/PSE-EE (Minderheitsregierung) |         |          |         |                       |        |        |  |
| Presidente del Gobierno/Lehendakari: Íñigo Urkullu Renteria (PNV)             |         |          |         |                       |        |        |  |

Eusko Alderdi Jeltzalea-Partido Nacionalista Vasco (EAJ-PNV) ist eine bürgerliche baskisch-nationalistische Partei.
EH Bildu: Parteienverband baskisch-nationalistischer Linksparteien.
Partido Socialista de Euskadi-Euskadiko Ezkerra (PSE-EE) ist die Bezeichnung, die die baskische Gliederung des PSOE führt.
Elkarrekin Podemos-IU: Gemeinschaftskandidatur von Podemos und IU.
PP+Cs: Gemeinschaftskandidatur von PP und Ciudadanos.

## Extremadura
| Asamblea de Extremadura (Wahl vom 28. Mai 2023)                    |         |         |        |                        |  |
| Partei                                                             | PSOE    | PP      | VOX    | Unidas por Extremadura |  |
| Stimmen                                                            | 39,90 % | 38,78 % | 8,13 % | 6,01 %                 |  |
| Sitze                                                              | 28      | 28      | 5      | 4                      |  |
| Junta de Extremadura: Koalition PP/VOX                             |         |         |        |                        |  |
| Presidente de la Junta de Extremadura: María Guardiola Martín (PP) |         |         |        |                        |  |

Unidas por Extremadura: gemeinsame Liste von Podemos, IU, der grünen Partei Alianza Verde.

## Galicien
| Parlamento de Galicia (Wahl vom 12. Juli 2020)                                                     |         |         |            |  |
| Partei                                                                                             | PP      | BNG     | PSdeG-PSOE |  |
| Stimmen                                                                                            | 47,98 % | 23,80 % | 19,38 %    |  |
| Sitze                                                                                              | 41      | 19      | 15         |  |
| Junta de Galicia/Xunta de Galicia: PP                                                              |         |         |            |  |
| Presidente de la Junta de Galicia/Presidente de la Xunta de Galicia: Alfonso Rueda Valenzuela (PP) |         |         |            |  |

Die galicische Gliederung des PSOE führt die Bezeichnung Partido Socialista de Galicia-PSOE (PSdeG-PSOE).

## Kanaren
| Parlamento de Canarias (Wahl vom 28. Mai 2023)                     |      |     |    |     |     |     |     |  |
| Partei                                                             | PSOE | CCa | PP | NCa | VOX | ASG | AHI |  |
| Sitze                                                              | 23   | 19  | 15 | 5   | 4   | 3   | 1   |  |
| Gobierno de Canarias: Koalition CCa/PP/AHI (Minderheitsregierung)  |      |     |    |     |     |     |     |  |
| Presidente del Gobierno de Canarias: Fernando Clavijo Batlle (CCa) |      |     |    |     |     |     |     |  |

Agrupación Socialista Gomera (ASG) ist eine Abspaltung von der PSOE auf Gomera um den ehemaligen PSOE-Senator Casimiro Cubelo.
Agrupación Herreña Independiente (AHI) ist eine Inselpartei auf El Hierro.
Fernando Clavijo wurde am 12. Juli 2023 mit den Stimmen von CCa, PP, ASG und AHI zum Ministerpräsidenten gewählt.

## Kantabrien
| Parlamento de Cantabria (Wahl vom 28. Mai 2023)                             |         |         |         |         |  |
| Partei                                                                      | PP      | PRC     | PSOE    | VOX     |  |
| Stimmen                                                                     | 35,78 % | 20,79 % | 20,61 % | 11,08 % |  |
| Sitze                                                                       | 15      | 8       | 8       | 4       |  |
| Gobierno de Cantabria: PP (Minderheitsregierung)                            |         |         |         |         |  |
| Presidente de la Comunidad Autónoma: Maria José Sáenz de Buruaga Gómez (PP) |         |         |         |         |  |

Sáenz de Buruaga Gómez wurde am 3. Juli 2023 mit 15 Stimmen (PP) bei acht Enthaltungen (PRC) und zwölf Gegenstimmen (PSOE, VOX) zur Ministerpräsidentin gewählt.

## Kastilien-La Mancha
| Junta de Comunidades de Castilla-La Mancha                  |         |         |         |  |
| Cortes de Castilla-La Mancha (Wahl vom 28. Mai 2023)        |         |         |         |  |
| Partei                                                      | PSOE    | PP      | VOX     |  |
| Stimmen                                                     | 45,04 % | 33,65 % | 12,83 % |  |
| Sitze                                                       | 17      | 12      | 4       |  |
| Consejo de Gobierno: PSOE                                   |         |         |         |  |
| Presidente de la Junta: Emiliano García-Page Sánchez (PSOE) |         |         |         |  |

## Kastilien und León
| Cortes de Castilla y León (Wahl vom 13. Februar 2022)                     |         |         |         |        |            |                |        |           |  |
| Partei                                                                    | PP      | PSOE    | VOX     | UPL    | Soria ¡Ya! | Unidas Podemos | C's    | Por Ávila |  |
| Stimmen                                                                   | 31,40 % | 30,02 % | 17,64 % | 4,28 % | 1,59 %     | 5,11 %         | 4,50 % | 1,14 %    |  |
| Sitze                                                                     | 31      | 28      | 13      | 3      | 3          | 1              | 1      | 1         |  |
| Junta de Castilla y León: Koalition PP/VOX                                |         |         |         |        |            |                |        |           |  |
| Presidente de la Junta de Castilla y León: Alfonso Fernández Mañueco (PP) |         |         |         |        |            |                |        |           |  |

Unión del Pueblo Leonés (UPL) ist eine Regionalpartei, die für die Errichtung einer eigenen Autonomen Gemeinschaft León (bestehend aus den Provinzen León, Zamora und Salamanca) eintritt.
Por Ávila: Partei in der Provinz Ávila, Abspaltung von der PP.
Soria ¡Ya!: Partei in der Provinz Soria.

## Katalonien
| Generalitat                                                                            |          |         |         |        |        |        |        |        |  |
| Parlamento de Cataluña/Parlament de Catalunya (Wahl vom 14. Februar 2021)              |          |         |         |        |        |        |        |        |  |
| Partei                                                                                 | PSC-PSOE | ERC     | Junts   | VOX    | ECP    | CUP    | C's    | PP     |  |
| Stimmen                                                                                | 23,03 %  | 21,30 % | 20,07 % | 7,67 % | 6,87 % | 6,68 % | 5,58 % | 3,85 % |  |
| Sitze                                                                                  | 33       | 33      | 32      | 11     | 8      | 9      | 6      | 3      |  |
| Gobierno/Govern: ERC/Junts (Minderheitsregierung)                                      |          |         |         |        |        |        |        |        |  |
| Presidente de la Generalitat/President de la Generalitat: Pere Aragonès i Garcia (ERC) |          |         |         |        |        |        |        |        |  |

Partit dels Socialistes de Catalunya (PSC) ist die katalanische Schwesterpartei des PSOE (ähnlich wie CDU/CSU in Deutschland).
En Comú Podem (ECP): Gemeinschaftskandidatur der linken katalanischen Partei Catalunya en Comú und  Podemos

## La Rioja
| Parlamento de La Rioja (Wahl vom 28. Mai 2023)                                   |         |         |        |             |  |
| Partei                                                                           | PP      | PSOE    | VOX    | Podemos- IU |  |
| Stimmen                                                                          | 45,38 % | 31,90 % | 7,61 % | 5,09 %      |  |
| Sitze                                                                            | 17      | 12      | 2      | 2           |  |
| Gobierno de La Rioja: PP                                                         |         |         |        |             |  |
| Presidente de la Comunidad Autónoma de La Rioja: Gonzalo Capellán de Miguel (PP) |         |         |        |             |  |

## Madrid
| Asamblea de Madrid (Wahl vom 28. Mai 2023)                   |         |            |         |        |                |
| Partei                                                       | PP      | Más Madrid | PSOE    | VOX    | Sitzverteilung |
| Stimmen                                                      | 47,32 % | 18,36 %    | 18,18 % | 7,35 % | Sitzverteilung |
| Sitze                                                        | 70      | 27         | 27      | 11     | Sitzverteilung |
| Gobierno de la Comunidad de Madrid: PP                       |         |            |         |        |                |
| Presidenta de la Comunidad de Madrid: Isabel Díaz Ayuso (PP) |         |            |         |        |                |

## Murcia
| Asamblea Regional de Murcia (Wahl vom 28. Mai 2023)            |         |         |         |             |  |
| Partei                                                         | PP      | PSOE    | VOX     | Podemos- IU |  |
| Stimmen                                                        | 42,79 % | 25,63 % | 17,72 % | 4,70 %      |  |
| Sitze                                                          | 21      | 13      | 9       | 2           |  |
| Consejo de Gobierno: Koalition PP/VOX                          |         |         |         |             |  |
| Presidente de la Comunidad Autónoma: Fernando López Miras (PP) |         |         |         |             |  |

## Navarra
| Parlamento de Navarra (Wahl vom 28. Mai 2023)                                        |         |         |          |           |        |                 |        |  |
| Partei                                                                               | UPN     | PSOE    | EH Bildu | Geroa Bai | PP     | Contigo Zurekin | VOX    |  |
| Stimmen                                                                              | 28,01 % | 20,69 % | 17,14 %  | 13,24 %   | 7,28 % | 6,09 %          | 4,30 % |  |
| Sitze                                                                                | 15      | 11      | 9        | 7         | 3      | 3               | 2      |  |
| Gobierno de Navarra: Koalition PSOE/Geroa-Bai/Contigo-Zurekin (Minderheitsregierung) |         |         |          |           |        |                 |        |  |
| Presidente del Gobierno de Navarra: María Chivite Navascués (PSOE)                   |         |         |          |           |        |                 |        |  |

Geroa-Bai: gemeinsame Liste der baskisch-bürgerlichen EAJ-PNV und der Partei Atarrabia Taldea, unterstützt von der Bürgerbewegung Zabaltzen
Contigo Zurekin: gemeinsame Liste von Podemos, IU, Batzarre-Asamblea de Izquierdas, Alianza Verde und Verdes Equo.
María Chivite Navascués wurde am 15. August 2023 mit den Stimmen ihrer Koalition und Enthaltung von EH Bildu zur Ministerpräsidentin gewählt.

## Valencia
| Generalitat Valenciana                                       |         |         |           |         |  |
| Cortes Valencianas/Corts Valencianes (Wahl vom 28. Mai 2023) |         |         |           |         |  |
| Partei                                                       | PP      | PSOE    | Compromís | VOX     |  |
| Stimmen                                                      | 35,30 % | 28,34 % | 14,33 %   | 12,41 % |  |
| Sitze                                                        | 40      | 31      | 15        | 13      |  |
| Consell: Koalition PP/VOX                                    |         |         |           |         |  |
| President de la Generalitat: Carlos Mazón Guixot (PP)        |         |         |           |         |  |